# Langues sentani
Les langues sentani sont une famille de langues papoues parlées en Indonésie, dans la péninsule de Doberai, située à l'extrémité occidentale de la Nouvelle-Guinée, dans la province de Papouasie.

## Classification
Malcolm Ross (2005) propose d'inclure les langues sentani, les langues bird's head de l'Est, le burmeso et le  tause, traditionnellement classé dans les langues lakes plain, dans une famille qu'il nomme bird's head de l'Est-sentani qui fait partie de son hypothèse d'une famille de langues papoues occidentales « étendue » aux côtés des langues papoues occidentales stricto sensu et des langues yawa. Haspelmath, Hammarström, Forkel et Bank rejettent cette proposition de papou occidental étendu et maintiennent le sentani comme une famille de langues indépendante.

## Liste des langues
Les langues sentani sont :
- langues sentani 
  - demta
  - groupe du noyau sentani 
    - nafri
    - sentani
    - tabla

## Sources
- (en) Malcolm Ross, 2005, Pronouns as a preliminary diagnostic for grouping Papuan languages, dans Andrew Pawley, Robert Attenborough, Robin Hide, Jack Golson (éditeurs) Papuan pasts: cultural, linguistic and biological histories of Papuan-speaking peoples, Canberra, Pacific Linguistics. pp. 15–66.